# Bernartice (kraj środkowoczeski)
Bernartice – gmina w Czechach, w powiecie Benešov, w kraju środkowoczeskim. Według danych Czeskiego Urzędu Statystycznego z dnia 1 stycznia 2023 liczyła 225 mieszkańców.